# ジャン・クロード・ルース
ジャン・クロード・ルース（Juan-Claude Roos、1990年9月12日 - ）は、南アフリカウィットバンク出身のラグビー選手。

## プロフィール
- ポジションはスタンドオフ(SO)[1]。
- 身長 180cm、体重 97kg
- ニックネームはRoos。

## 略歴
ヴォーテールクルーフ高校、プーマーズを経て、2016年、キヤノンイーグルスに加入。同年8月27日に行われたジャパンラグビートップリーグ第1節のコカ・コーラレッドスパークス戦に途中出場で公式戦初出場を果たした。
2018年、キヤノンイーグルスを退団した。